# Liste des villes de la république démocratique du Congo
Pour un article plus général, voir Ville.
La liste des villes de la république démocratique du Congo présente les localités décrétées comme telles par le gouvernement central. Le terme ville a un sens légal en république démocratique du Congo. La capitale Kinshasa a le statut particulier de ville-province. Les villes sont les localités légalement décrétées comme telles, avec à leur tête un maire. Les villes sont subdivisées en communes, avec à leur tête des bourgmestres.
Par ville, il faut entendre tout chef-lieu de province, toute agglomération d’au moins 100 000 habitants disposant des équipements collectifs et des infrastructures économiques et sociales à laquelle un décret du Premier ministre aura conféré le statut de ville.

## Histoire
En juin 2013, les décrets no 13/020 à 13/030 du 13 juin 2013 confèrent le statut de ville et de commune à 310 agglomérations, localisées dans les provinces du Katanga, du Kasaï-Occidental, du Kasaï-Oriental, de l’Équateur, du Bandundu, du Kongo Central, du Nord-Kivu, du Sud-Kivu et du Maniema, portent le nombre de villes à 98. En juillet 2015, le Conseil des ministres suspend l'exécution de ces décrets, ainsi en 2015, il subsiste 33 villes. En mai 2018, Baraka (Sud-Kivu) devient la 34e  ville. En décembre 2018, Uvira (Sud-Kivu) devient la 35e ville du pays.

## Liste des villes de la république démocratique du Congo
En 2019, 35 agglomérations ont le statut de ville de la République démocratique du Congo :
| - Bandundu - Baraka - Beni - Boende - Boma - Bukavu - Bunia - Buta - Butembo - Gbadolite - Gemena - Goma | - Inongo - Isiro - Kabinda - Kalemie - Kamina - Kananga - Kenge - Kikwit - Kindu - Kisangani - Kinshasa - Kolwezi | - Likasi - Lisala - Lubumbashi - Lusambo - Matadi - Mbandaka - Mbujimayi - Mwene-Ditu - Tshikapa - Uvira - Zongo |

## Les principales agglomérations

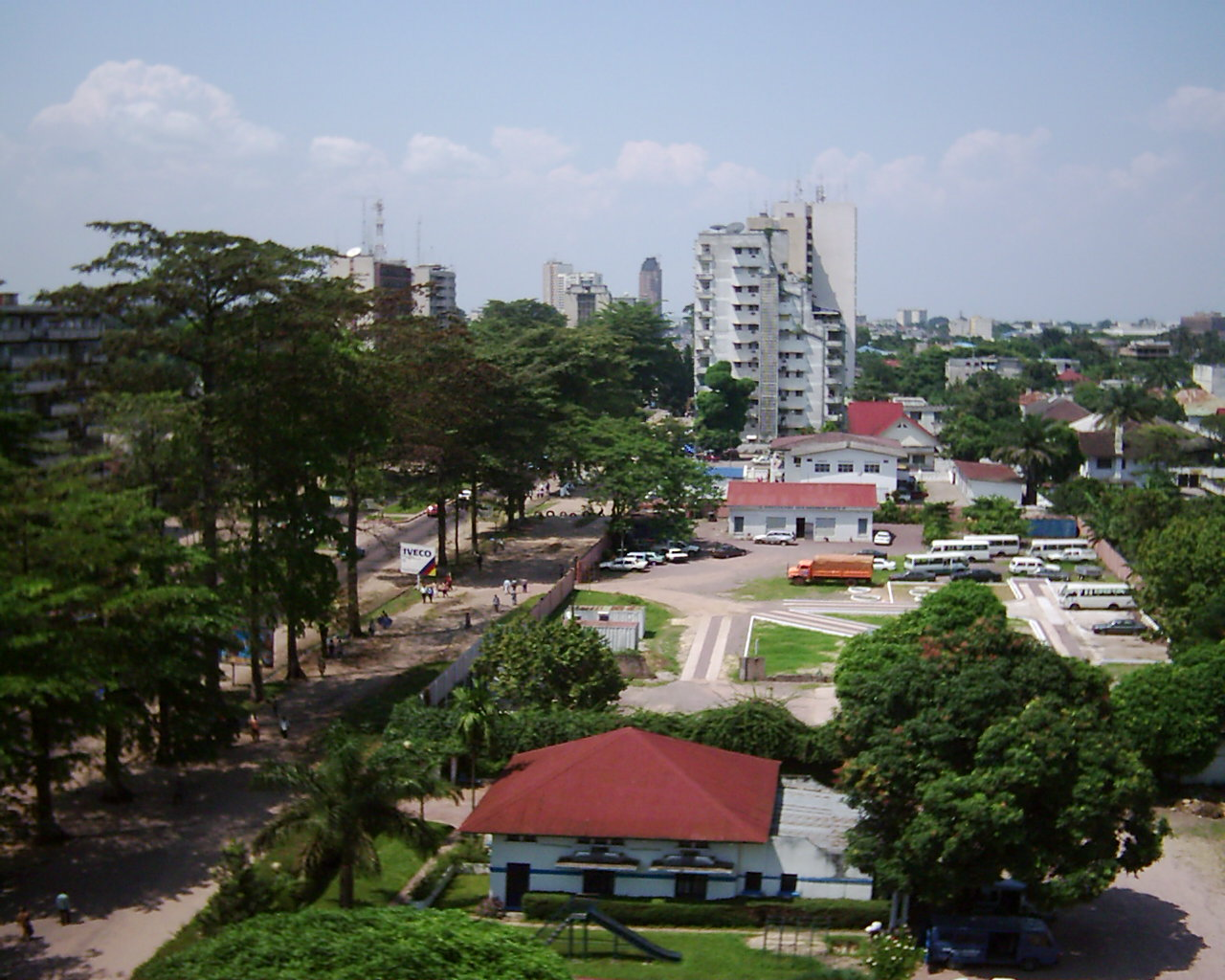
Kinshasa.

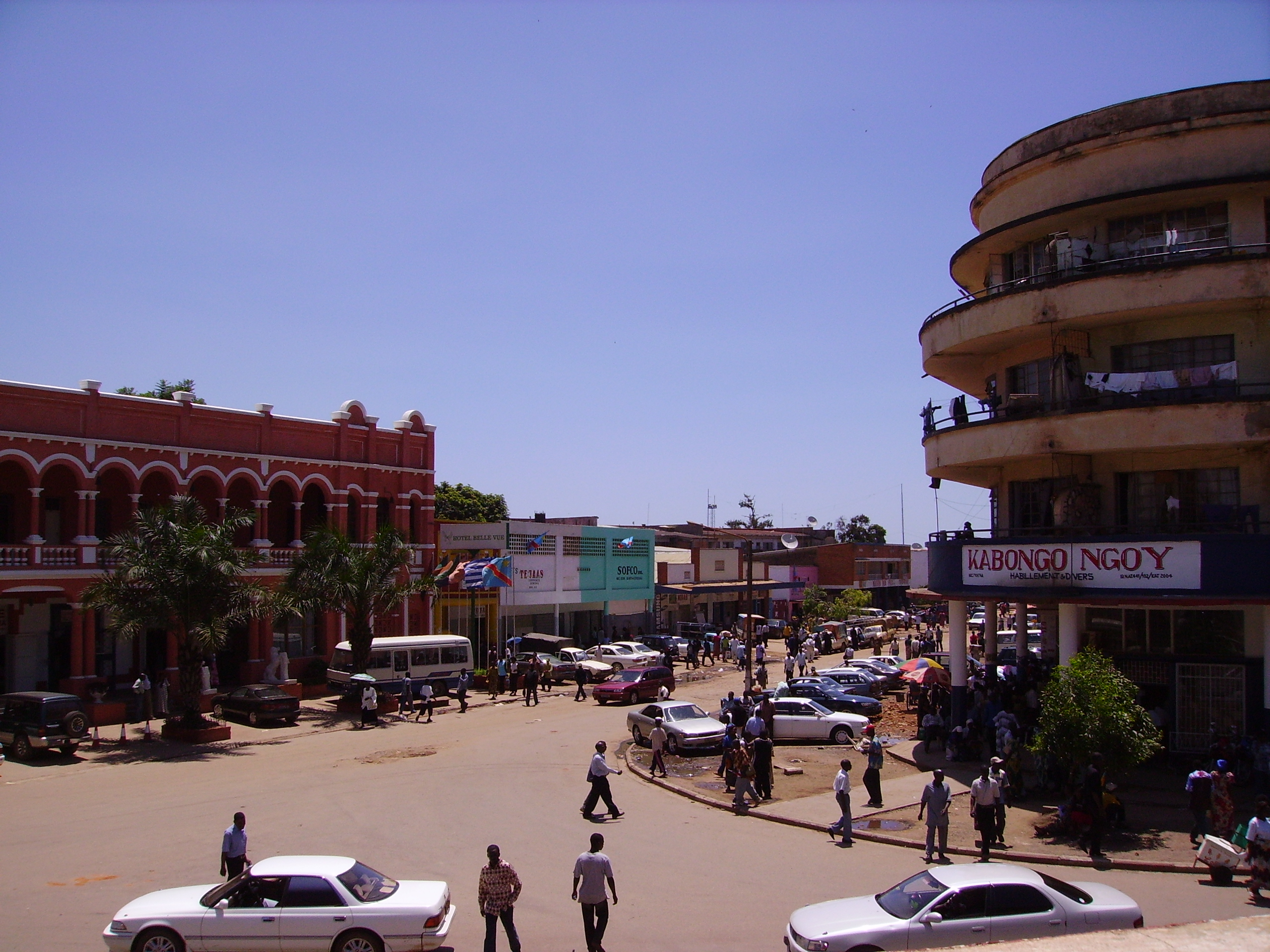
Lubumbashi.

### Villes de plus de 100 000 habitants
| Rang | Ville         | Population | Province       |
| 1.   | Kinshasa      | 15 628 000 | Kinshasa       |
| 2.   | Mbujimayi     | 2 765 000  | Kasaï oriental |
| 3.   | Lubumbashi    | 2 695 000  | Haut-Katanga   |
| 4.   | Kananga       | 1 593 000  | Kasaï central  |
| 5    | Kisangani     | 1 366 000  | Tshopo         |
| 6.   | Goma          | 1 244 342  | Nord-Kivu      |
| 7.   | Bukavu        | 1 190 000  | Sud-Kivu       |
| 8.   | Tshikapa      | 1 087 548  | Kasaï          |
| 9.   | Kolwezi       | 453 147    | Lualaba        |
| 10.  | Likasi        | 447 449    | Haut-Katanga   |
| 11.  | Kikwit        | 397 737    | Kwilu          |
| 12.  | Uvira         | 378 736    | Sud-Kivu       |
| 13.  | Bunia         | 366 126    | Ituri          |
| 14.  | Kalemie       | 355 126    | Tanganyika     |
| 15.  | Mbandaka      | 345 663    | Équateur       |
| 16.  | Matadi        | 306 053    | Kongo central  |
| 17.  | Kabinda       | 219 154    | Lomami         |
| 18.  | Butembo       | 217 625    | Nord-Kivu      |
| 19.  | Baraka        | 215 289    | Sud-Kivu       |
| 20.  | Mwene-Ditu    | 195 622    | Lomami         |
| 21.  | Isiro         | 182 900    | Haut-Uele      |
| 22.  | Kindu         | 172 321    | Maniema        |
| 23.  | Boma          | 162 521    | Kongo central  |
| 24.  | Kamina        | 156 761    | Haut-Lomami    |
| 25.  | Gandajika     | 146 217    | Lomami         |
| 26.  | Bandundu      | 143 435    | Kwilu          |
| 27.  | Gemena        | 138 527    | Sud-Ubangi     |
| 28.  | Kipushi       | 132 861    | Haut-Katanga   |
| 29.  | Bumba         | 107 307    | Mongala        |
| 30.  | Mbanza-Ngungu | 101 336    | Kongo central  |
| 31.  | Kamituga      | 260000     | Sud-kivu       |